# Kordon (Verkehrsplanung)

Binnenverkehr im Kordon kann nicht erfasst werden.

Ein Kordon ist in der Verkehrsplanung und -wissenschaft eine aus Zähl- oder Mautstellen gebildete, möglichst geschlossene Umgrenzung eines Gebiets. Dadurch, dass alle Ein- und Ausgänge in das Gebiet überwacht werden, kann innerhalb des Kordons der Verkehr gemessen werden (Verkehrserhebung). Bei einer Innenstadtmaut umschließt der Kordon das mautpflichtige Gebiet.
Eine Kordonerhebung oder Kordonzählung wird für die Verkehrsplanung benötigt, um die Verkehrsströme in einem Gebiet zu erfassen. Damit die Fahrzeuge wiedererkennenbar sind, werden entweder Teile des Fahrzeugkennzeichens erfasst oder unterscheidbare Zählmarken vergeben. So kann der Gesamtverkehr in Durchgangs-, Quell- und Zielverkehr getrennt werden. Auch der ruhende Verkehr (genauer die Parkraumnachfrage) kann in Verbindung mit anderen Techniken durch eine Kordonzählung erfasst werden. Bei einer Kordonerhebung des Fußverkehrs ist besonders die Vergabe einer eindeutigen Kennung schwierig.
Wird eine Straßenmaut für ein kleines, geschlossenes Gebiet wie etwa eine Innenstadt erhoben, spricht man auch von einer Kordonmaut oder Kordon-Pricing. Dabei wird Mautgebühr dann fällig, wenn die Gebietsgrenze überfahren wird.